# Bound for Glory (2019)
Bound for Glory (2019) – gala wrestlingu zorganizowana przez amerykańską federację Impact Wrestling (IW), która była nadawana na żywo w systemie pay-per-view i za pośrednictwem platformy Fite.tv. Odbyła się 20 października 2019 w Odeum Expo Center w Villa Park. Była to piętnasta gala z cyklu Bound for Glory, a zarazem czwarte pay-per-view IW w 2019.
Karta walk składała się z siedmiu pojedynków, w tym czterech o tytuły mistrzowskie, a samo wydarzenie poprzedziły dwa pre-show matche. Walką wieczoru był No Disqualification match, w którym Brian Cage obronił Impact World Championship przeciwko Samiemu Callihanowi. W pojedynku drużynowym The North (Ethan Page i Josh Alexander) zachowali Impact World Tag Team Championship, zwyciężając Richa Swanna i Williego Macka oraz Rhino i Roba Van Dama, także Taya Valkyrie obroniła Impact Knockouts Championship w walce z Tenille Dashwood. W pięcioosobowym Ladder matchu Jake Crist stracił Impact X Division Championship na rzecz Ace’a Austina. Na gali zadebiutowali Kylie Rae i Acey Romero.
Larry Csonka, redaktor portalu internetowego 411mania.com, ocenił galę na 7,2 w 10 – punktowej skali.

## Tło
Impact Wrestling podał informację, że piętnasta edycja Bound for Glory odbędzie się 20 października w Odeum Expo Center w Chicago. Trzy pakiety specjalne – Titanium, Golden Circle i Front Row – weszły do sprzedaży 9 sierpnia, a zwykłe bilety można było nabyć od 12 sierpnia. Motywem muzycznym gali został utwór zespołu HEMI, „Avalon Averted (The Fixer Remix)”.

## Rywalizacje
Bound for Glory oferowało walki wrestlingu z udziałem różnych zawodników na podstawie przygotowanych wcześniej scenariuszy i rywalizacji, które były realizowane podczas cotygodniowych odcinków programu Impact!. Wrestlerzy odgrywali role pozytywnych (face) lub negatywnych bohaterów (heel), rywalizujących między sobą w seriach walk mających budować napięcie

## Wyniki walk
Zestawienie zostało przygotowane na podstawie źródła:
| Nr                                                                   | Wyniki | Stypulacje                                                                           | Czas  |
| -------------------------------------------------------------------- | --- | ------------------------------------------------------------------------------------ | ----- |
| 1P                                                                   | Madison Rayne (z Kierą Hogan) pokonała Shotzi Blackheart                                                      | Single match                                                                         | –     |
| 2P                                                                   | The Rascalz (Dez, Wentz i Trey) pokonali Dr Wagnera Jr., Aerostara i Taurusa                                  | Six Man Tag Team match                                                               | –     |
| 3                                                                    | Eddie Edwards pokonał w końcowej części pojedynku Mahabali Sherę                                              | Call Your Shot Gauntlet match o miano pretendenta do wybranego tytułu mistrzowskiego | 33:05 |
| 4                                                                    | Taya Valkyrie (c) pokonała Tenille Dashwood                                                                   | Singles match o Impact Knockouts Championship                                        | 12:00 |
| 5                                                                    | The North (Ethan Page i Josh Alexander) (c) pokonali Richa Swanna i Williego Macka oraz Roba Van Dama i Rhino | Three Way Tag Team match o Impact World Tag Team Championship                        | 14:25 |
| 6                                                                    | Michael Elgin pokonał Naomichiego Marafujiego                                                                 | Singles match                                                                        | 17:55 |
| 7                                                                    | Ace Austin pokonał Jake’a Crista (c), Tessę Blanchard, Aceyego Romero i Dagę                                  | Five Way Intergender Ladder match o Impact X Division Championship                   | 17:45 |
| 8                                                                    | Moose pokonał Kena Shamrocka                                                                                  | Singles match                                                                        | 10:30 |
| 9                                                                    | Brian Cage pokonał Samiego Callihana                                                                          | No Disqualification match o Impact World Championship                                | 16:50 |
| (c) – mistrz/mistrzyni przed walkąP – walka miała miejsce w pre-show | |                                                                                      |       |

### Przebieg Call Your Shot Gauntlet matchu
| Zawodnik/czka                       | Numer | Wyeliminowany/a przez                                                                       | Liczba eliminacji |
| ----------------------------------- | ----- | ------------------------------------------------------------------------------------------- | ----------------- |
| Eddie Edwards                       | 1     | —                                                                                           | 3                 |
| Luster The Legend i Adam Thornstowe | 2 i 3 | Thornstowe wyeliminowany przez Madmana Fultona, Legend wyeliminowany przez Eddiego Edwardsa | 0                 |
| Jake Deaner                         | 4     | Joey Ryan                                                                                   | 0                 |
| Rohit Raju                          | 5     | Joey Ryan                                                                                   | 0                 |
| Joey Ryan                           | 6     | Madman Fulton                                                                               | 2                 |
| Jessicka Havok                      | 7     | Madman Fulton                                                                               | 0                 |
| Rosemary                            | 8     | Madman Fulton                                                                               | 0                 |
| Madman Fulton                       | 9     | Eddie Edwards                                                                               | 7                 |
| Cody Deaner                         | 10    | Madman Fulton                                                                               | 0                 |
| Johnny Swinger                      | 11    | Jordynne Grace                                                                              | 0                 |
| Jordynne Grace                      | 12    | Mahabali Shera                                                                              | 2                 |
| Swoggle                             | 13    | ?                                                                                           | 0                 |
| Kiera Hogan                         | 14    | Jordynne Grace                                                                              | 0                 |
| Raj Singh                           | 15    | Tommy Dreamer                                                                               | 0                 |
| Tommy Dreamer                       | 16    | Madman Fulton                                                                               | 1                 |
| Kylie Rae                           | 17    | Mahabali Shera                                                                              | 0                 |
| Fallah Bahh                         | 18    | Mahabali Shera                                                                              | 0                 |
| Sabu                                | 19    | Mahabali Shera                                                                              | 0                 |
| Mahabali Shera                      | 20    | Eddie Edwards                                                                               | 4                 |